# Wechma
Pour plus de détails, voir Fiche technique et Distribution.
Wechma (وشمة) est un film marocain réalisé par Hamid Bénani, sorti en 1970.

## Synopsis
Une rébellion intérieure du jeune Messaoud, opprimé à la fois par son milieu familial et par une société sclérosée. Il s'engagera progressivement sur la voie de la délinquance qui le mènera vers une fin tragique...

## Fiche technique
- Titre : Wechma
- Titre original : وشمة
- Réalisation : Hamid Bénani
- Scénario : Hamid Bénani
- Musique : Kamal Dominique Hellebois
- Photo : Mohamed Abderrahmane Tazi
- Montage : Ahmed Bouanani
- Format : NB - 35 mm
- Langue : arabe marocain
- Récompense : [distinctions]

## Distribution
- Mohamed El Kaghat
- Khadidja Moujabid
- Abdelkader Moutaa

## Récompenses
- Journées cinématographiques de Carthage 1970, Tanit de bronze
- Damas 1970
- Mannheim 1970
- Hyères 1970

## Critique
La plupart des critiques cinématographiques s'accordent pour exposer la thèse que ce long métrage marque le début la modernité cinématographique marocaine. Par exemple, pour Christoph Terhechte, "Wechma marque un départ dans le cinéma marocain: un film de fiction qui est expérimental, en particulier dans sa seconde partie, rompt avec les structures narratives traditionnelles, et oppose au naturalisme un symbolisme freudien et des séquences carrément fantastiques". Pour Abdelkader Lagtaâ,"Wechma est le film inaugural d'une tendance que j’appellerais de film existentiel".  